# هاوکی (آیووا)
هاوکی (به انگلیسی: Hawkeye) شهری در ایالت آیووا کشور ایالات متحده آمریکا است که جمعیت آن در سرشماری سال ۲۰۱۰ میلادی، ۴۴۹ نفر بوده‌است.